# St. Nikolaus (Durnholz)

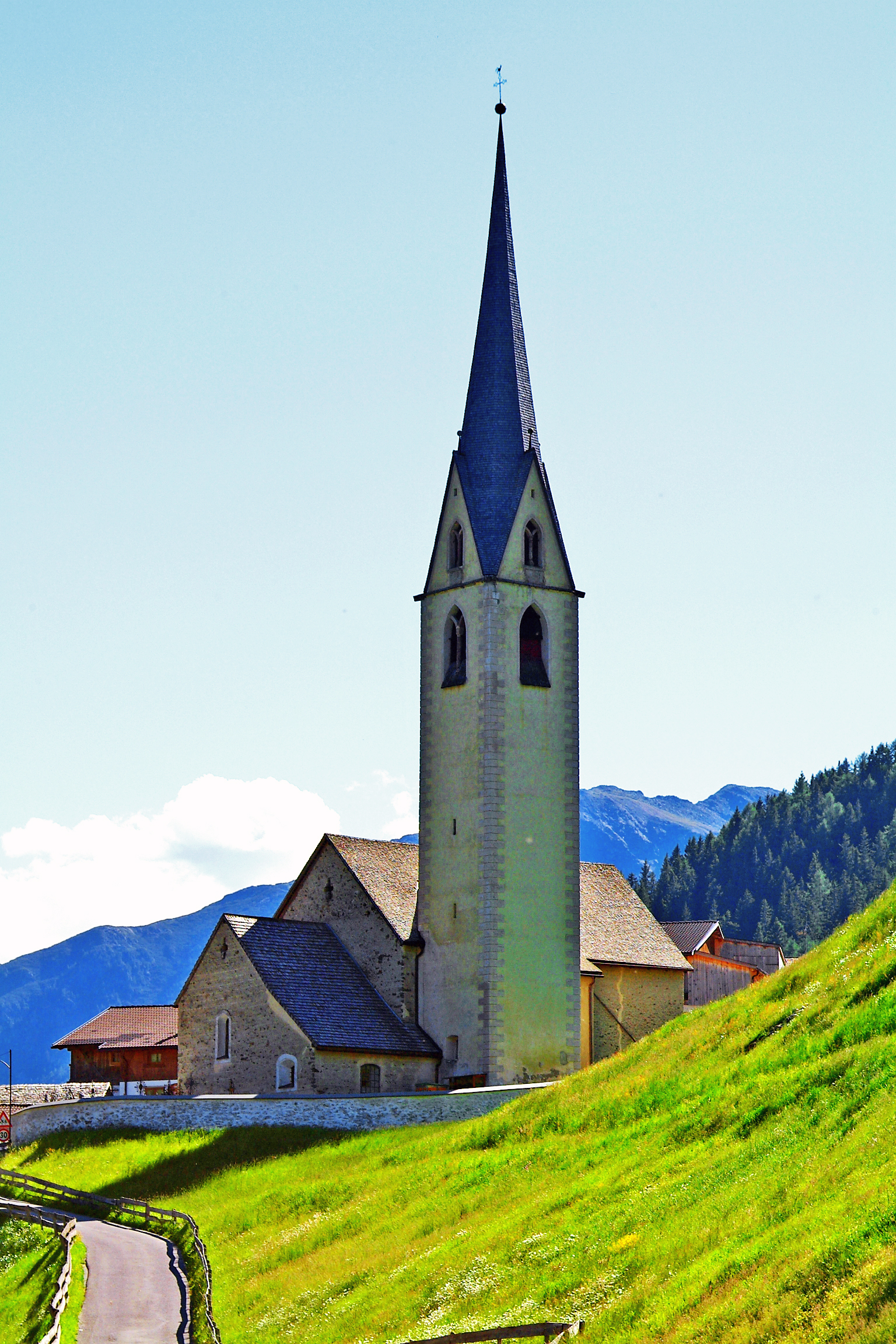
St. Nikolaus

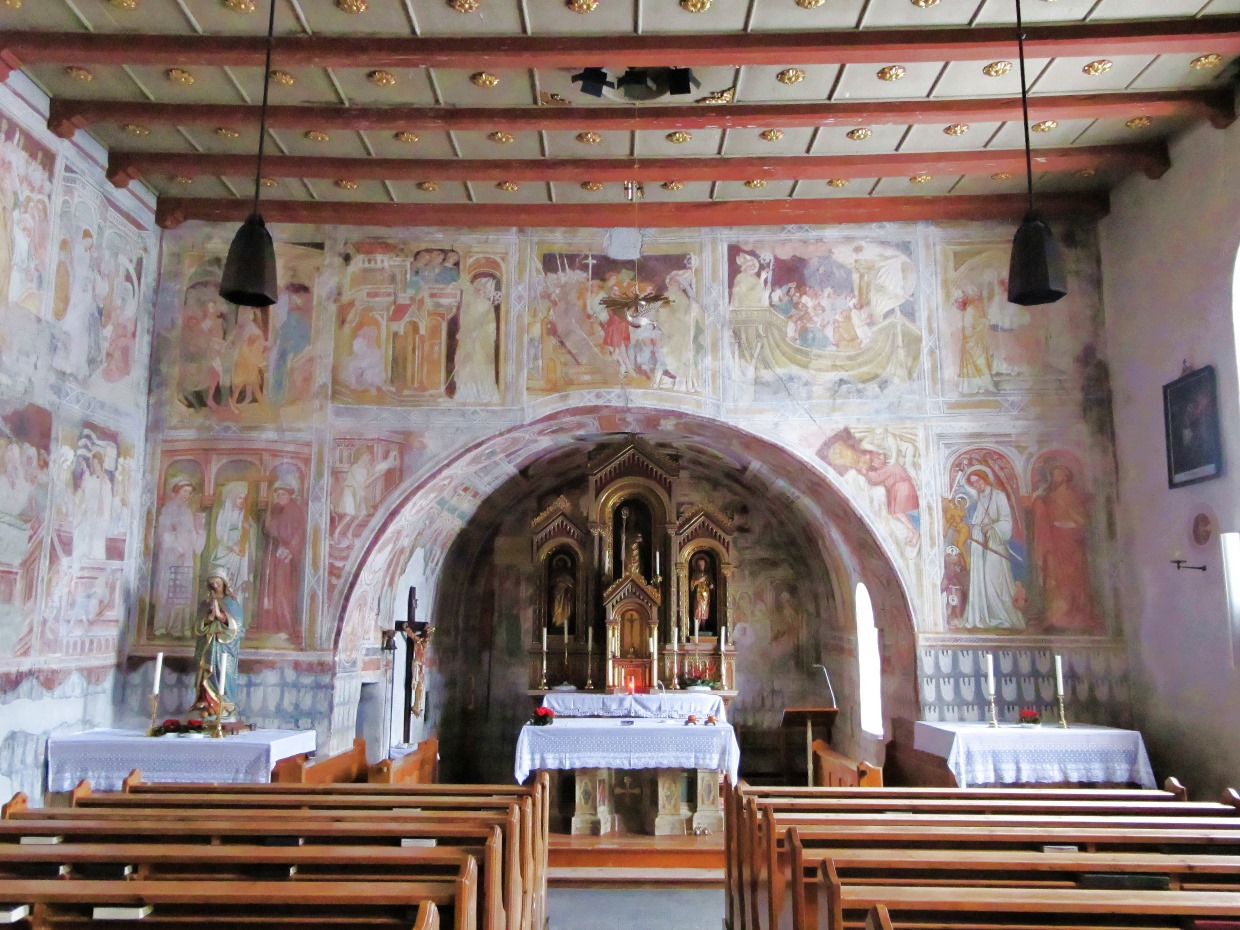
Innenraum

Die Kuratialkirche St. Nikolaus in Durnholz, einer Fraktion der Gemeinde Sarntal in den Sarntaler Alpen, ist ein geschütztes Baudenkmal. Der Freskenzyklus im Inneren zählt zu den bedeutendsten der Hochgotik in Südtirol. 

## Geschichte
Man nimmt an, dass die Kirche einst Eigenkirche einer adeligen Familie war. Die Anfänge reichen bis in das 13. Jahrhundert zurück. Der heutige Kirchenbau entstand wohl im 14. Jahrhundert. Die Fresken im Innenraum aus der Zeit um 1430 wurden in der Pestzeit mit Kalk übertüncht und erst 1986 wieder freigelegt. Die Restaurierungsarbeiten führte dabei das Denkmalamt zusammen mit dem Kunstamt aus. Der heutige Kirchturm wurde um 1550 erbaut. Die angrenzende Friedhofskapelle stammt aus dem 17. Jahrhundert. Die Langhausdecke wurde 1870 erneuert.

## Beschreibung
Das einfache Kirchenschiff mit flacher Holzdecke wird von einem quadratischen tonnengewölbten Chor mit einspringendem Triumphbogen abgeschlossen. Der spätgotische Kirchturm ist mit einem Spitzhelm versehen.

## Ausstattung
Der 150 m² große gotische Freskenzyklus zeigt Szenen aus dem Leben des hl. Nikolaus, des hl. Vitus, die Leidensszenen Christi und biblische Gestalten. Am Triumphbogen hängt ein Bildnis von 1723 mit der Darstellung des Jüngsten Gerichts. Die Kirche besaß einst einen gotischen Flügelaltar aus dem 16. Jahrhundert, der im 19. Jahrhundert durch den heutigen neuromanischen Altar ersetzt wurde. Teile befinden sich heute in der Hauskapelle des Ansitz Stillendorf in Bozen sowie im Tiroler Landesmuseum Ferdinandeum in Innsbruck. 
Im Kirchturm befindet sich u. a. die sogenannte Löfflerglocke von 1542. Sie trägt die Inschrift: In Namen Ihesu Christi vnnd des heiligen Herren sannt Niccalus klinng ich durch das gannze Durnholcz hinaus! Hans Leffler hat mich gemacht, mit Gottes Hilff vollbracht. MDLXII.